# 110ª Brigata meccanizzata "Maggior generale Marko Bezručko"
La 110ª Brigata meccanizzata autonoma "Maggior generale Marko Bezručko" (in ucraino 110-та окрема механізована бригада імені генерал-хорунжого Марка Безручка?, 110-ta okrema mechanizovana bryhada imeni heneral-chorunžoho Marka Bezručka, unità militare A4007) è un'unità di fanteria meccanizzata delle Forze terrestri ucraine, subordinata al Comando operativo "Nord" e con base a Čerkasy.

## Storia
La brigata è stata creata l'8 marzo 2022, in seguito all'invasione russa dell'Ucraina, come unità della riserva. È equipaggiata principalmente con mezzi donati dalla Repubblica Ceca, come l'obice semovente ShKH-77 e il lanciarazzi multiplo RM-70. Il 24 agosto è stata ufficialmente intitolata a Marko Bezručko, generale della Repubblica Popolare Ucraina che prese parte alla battaglia di Varsavia del 1920. A differenza della quasi totalità delle brigate meccanizzate ucraine, la 110ª non è stata inizialmente equipaggiata con carri armati ed è rimasta quindi priva del battaglione corazzato per i primi due anni di guerra.
Dopo la formazione e l'addestramento del personale, è stata schierata per la prima volta al fronte nel mese di ottobre, venendo trasferita insieme alla 115ª Brigata meccanizzata nell'area di Bachmut. Nonostante fosse priva di un battaglione corazzato ha ricevuto in dotazione alcuni carri armati catturati ai russi. A partire da novembre 2022 l'unità è stata impiegata più a sud, in particolare presso la cittadina fortificata di Avdiïvka. Il 5 dicembre, in occasione della Giornata delle Forze armate dell'Ucraina, il presidente ucraino Zelens'kyj ha insignito il comandante della brigata Mykola Čumak del titolo di Eroe dell'Ucraina, la più alta onorificenza del paese. Dopo mesi passati in difensiva, nel giugno 2023 la brigata ha condotto contrattacchi locali a est di Avdiïvka, arrivando a liberare aree occupate dai russi sin dal 2014. A luglio ha respinto un assalto della 9ª Brigata e del 1454º Reggimento fucilieri motorizzato a nord di Avdiïvka, i quali hanno subito perdite per circa 30 veicoli da combattimento ed oltre 200 uomini.
A partire da ottobre la brigata è stata investita da un'imponente offensiva russa volta a circondare Avdiïvka da nord. Nel corso di diversi giorni di duri combattimenti sono stati distrutti o danneggiati oltre 200 mezzi corazzati nemici nell'area di competenza dell'unità, rinforzata per l'occasione anche dal 2º Battaglione della Brigata presidenziale e da elementi della 116ª e della 129ª Brigata di difesa territoriale, della 1ª Brigata corazzata e della 31ª Brigata meccanizzata. In particolare è riuscita a infliggere pesanti perdite alla 114ª Brigata fucilieri motorizzata russa, ex unità della Repubblica Popolare di Doneck, grazie al supporto ricevuto dalla 55ª Brigata artiglieria. Nel corso delle settimane successive ha continuato a difendere la città, combattendo duramente contro la crescente pressione russa, venendo supportata dalla 47ª Brigata meccanizzata a nord e dalla 53ª Brigata meccanizzata a sud. Per i meriti dimostrati in battaglia, il 6 dicembre è stata insignita del titolo onorifico "Per il Valore e il Coraggio" da parte del presidente Zelens'kyj. Alla fine di gennaio la 5ª Compagnia del 2º Battaglione si è trovata isolata nell'area fortificata del ristorante Tsarska Okhota in seguito alla penetrazione delle truppe russe alle spalle della linea difensiva attraverso i condotti fognari. Dopo aver subito gravi perdite, pari a circa 40 uomini in 9 giorni, un contrattacco ucraino ha permesso ai superstiti di ritirarsi verso Avdiïvka. A causa della crescente scarsità di munizioni, dopo quattro mesi di scontri senza poter effettuare rotazione delle unità, all'inizio di febbraio 2024 la brigata ha iniziato a cedere terreno all'interno dell'abitato di Avdiïvka, subendo perdite crescenti e dovendo impiegare in prima linea anche soldati dei reparti di supporto. Per questo è stata inviata in sostegno nell'area la 3ª Brigata d'assalto, permettendo lo sganciamento della 110ª Brigata dopo oltre un anno di permanenza in questo settore del fronte. A causa della situazione tattica sempre più difficile e del rischio di un accerchiamento generale, l'alto comando ucraino ha deciso di ritirare tutte le truppe superstiti e abbandonare Avdiïvka. La 2ª Compagnia del 1º Battaglione è rimasta bloccata nella regione meridionale dell'area fortificata, presso la posizione "Zenit", fondamentale per mantenere aperto il corridoio e permettere il ripiegamento del resto della brigata. Parte della compagnia è riuscita a ritirarsi verso nord durante la notte del 14 febbraio, mentre alcuni feriti ucraini rimasti indietro sono stati fucilati sommariamente dalle truppe della 1ª Brigata fucilieri motorizzata della DNR. La manovra di ripiegamento dalla città, mentre le truppe russe hanno occupato progressivamente le posizioni abbandonate, è stata completata il 17 febbraio. Il 27 febbraio lo staff della brigata ha annunciato la rotazione dopo quasi due anni di permanenza al fronte.
Ad aprile 2024, durante il periodo trascorso nelle retrovie, la brigata è stata per la prima volta dotata di un reparto corazzato dopo due anni dalla sua creazione. Nel corso del mese di maggio ha dichiarato di aver abbattuto ben sette Su-25 russi mentre si trovava schierata in riserva a ovest di Avdiïvka, due dei quali sono stati confermati. Dopo alcuni mesi necessari per ricostituire le forze, a luglio la brigata è stata nuovamente impiegata al fronte per contrastare l'offensiva russa su Pokrovs'k, prendendo parte ai duri scontri nei pressi del villaggio di Prohres insieme alla 47ª Brigata meccanizzata e alla 68ª Brigata cacciatori nonostante i reparti di fanteria avessero ancora meno del 40% del personale. Alla fine di ottobre la brigata è stata dispiegata nell'area di Hirnyk in sostituzione della 59ª Brigata motorizzata; tuttavia, durante la rotazione delle unità, il 210º Battaglione della 120ª Brigata di difesa territoriale schierato nel settore è stato investito da importanti assalti russi senza ricevere il supporto adeguato, e il centro abitato è stato quindi conquistato dalla 114ª Brigata fucilieri motorizzata. Nel gennaio 2025 la brigata, senza aver ricevuto sufficienti rinforzi di fanteria, è stata impiegata nella difficile difesa di Velyka Novosilka da una massiccia offensiva russa; i suoi reparti, attaccati da tre direzioni e in forte inferiorità numerica, hanno dovuto abbandonare la città sotto la minaccia dell'accerchiamento e il 24 gennaio le truppe della 5ª Brigata corazzata russa hanno occupato il centro dell'insediamento. Il 1º luglio 2025 un attacco missilistico russo presso Huljajpole ha ucciso il comandante e il vice comandante della brigata, colonnello Serhij Zacharevyč e tenente colonnello Dmytro Romanjuk.

## Struttura
- Comando di brigata[33]
- 1º Battaglione meccanizzato
- 2º Battaglione meccanizzato
- 3º Battaglione meccanizzato
- 12º Battaglione fucilieri (Mykolaïv, unità militare A7096)[34]
- 13º Battaglione fucilieri (Poltava, unità militare A7097)[35]
- 63º Battaglione fucilieri[36]
- 401º Battaglione fucilieri (Kiev, unità militare A4802)[37]
- 407º Battaglione fucilieri (Poltava, unità militare A4895)[38]
- 468º Battaglione fucilieri (unità militare A4980)[39]
- Battaglione corazzato (T-64BV)
- Battaglione sistemi senza pilota
  -  Compagnia sistemi terrestri senza pilota
- Gruppo d'artiglieria
  - Batteria acquisizione obiettivi
  - Battaglione artiglieria campale (D-30)
  - Battaglione artiglieria semovente (DANA)
  - Battaglione artiglieria lanciarazzi (RM-70)
  - Battaglione artiglieria controcarri
- Battaglione artiglieria missilistica contraerei
- Battaglione genio
- Battaglione manutenzione
- Battaglione logistico
- Compagnia ricognizione
- Compagnia cecchini
- Compagnia guerra elettronica
- Compagnia comunicazioni
- Compagnia radar
- Compagnia difesa NBC
- Compagnia medica

## Simboli
Lo stemma della brigata raffigura un cosacco a cavallo armato di lancia su fondo verde, richiamando lo stemma della città di Čerkasy, sede dell'unità, assegnatole alla fine del XVIII secolo dal sovrano della Confederazione polacco-lituana Stanislao II Augusto Poniatowski. Il bordo blu dello scudo indica l'appartenenza della brigata alle forze meccanizzate dell'Ucraina.

## Comando
- Colonnello Mykola Čumak (aprile 2022 - gennaio 2024)[41]
- Colonnello Ihor Hubarenko (gennaio 2024 - febbraio 2025)[42]
- Colonnello Serhij Zacharevyč (febbraio 2025 - luglio 2025) †[31]